# 栄北高等学校
栄北高等学校（さかえきたこうとうがっこう）は、埼玉県北足立郡伊奈町小室に所在する私立高等学校。

## 概要
- 建学の精神「人間是宝」
- 校訓「今日学べ」

## 設置学科・類型
- 普通科
  - 特類選抜
  - 特類S
  - 特類A

## 沿革
- 2000年 - 栄北高等学校開校。埼玉栄高等学校より普通科の一部、自動車科、国際情報技術科を移設。
- 2001年 - 校歌、応援歌制定
- 2003年 - 国際情報技術科廃止
- 2017年 - 自動車科廃止。埼玉栄高校より続いた高校での自動車整備士の養成は終わり、埼玉自動車大学校に一本化される。

## 行事

### 4月
- 入学式
- 対面式
- 植樹祭
- 部活動紹介
- 白樺湖オリエンテーション(1年)
- 東京ディズニーリゾート遠足(2・3年)

### 5月
- 中間試験
- 進学講演会

### 6月
- 進路三者面談(3年)
- 大学相談会(2・3年)

### 7月
- 期末試験
- スポーツ大会
- 夏休み
- 夏期講習

### 8月
- 夏休み
- 夏期講習

### 9月
- 文化祭(栄北高祭)
- 進学講演会

### 10月
- 体育祭
- 中間試験

### 11月
- 進路三者面談
- 小論文講演会(2年)

### 12月
- 期末試験
- 修学旅行(2年 ニュージーランド)
- 冬休み
- センター直前合宿(3年 特類選抜)

### 1月
- 開校記念日
- 進学講演会(2年)

### 2月
- スキー教室(1年 志賀高原)
- 観劇会(2年 劇団四季)

### 3月
- 学年末試験
- テーブルマナー講座(3年)
- 卒業証書授与式

## 著名な出身者
- 野口優太 - ライフル射撃コーチ
- 小山将太郎 - 射撃選手
- 島田敦 - ライフル射撃選手
- 下川正將 - カバディ選手

## 設備

### 校舎
A館、B館、C館とよばれる3棟の校舎が存在する。

### 付帯設備
体育館、記念館、グラウンド、自転車専用バンク、屋外ステージ、エア・ライフル場、食堂、コンビニエンスストア、図書館、講義室、茶道室、ITルーム、SPルーム

### 校外施設
ベースボールスタジアム、テニスコート

## 交通
埼玉新都市交通伊奈線（ニューシャトル）丸山駅より徒歩3分